# Alia Bhatt
Alia Bhatt (en hindi: आलिया भट्ट Āliyā Bhaṭṭ; Bombai, Maharashtra, Índia, 15 de març de 1992) és una actriu i cantant britànica d'origen indi.
Té èxit gràcies a la seva segona pel·lícula, Student of the Year, de Karan Johar. Va rebre crítiques positives pels seus papers del 2014 a Highway, la Road movie d'Imtiaz Ali i el drama romàntic 2 States. També el 2014, Daily News and Analysis es va referir a ella com un dels nouvinguts més prometedors de Bollywood.
Ella mateixa va cantar sis de les cançons de les pel·lícules que va protagonitzar (és habitual en les pel·lícules índies que els actors només facin play-back, i les cançons siguin cantades per cantants professionals) i va actuar a l'escenari, a més de participar en gires. La seva parella amb Varun Dhawan és molt popular i el seu duet es diu VARIA (VARun + alIA).

## Biografia
Alia Bhatt va néixer a Bombai, a l'estat de Maharashtra el 15 de març de 1993. És filla del director Mahesh Bhatt i de l'actriu Son Ran, l'actriu Soni Razdan. El seu pare és d'origen gujarati i la seva mare és del caixmir i d'ascendència alemanya. El seu avi patern és el director Nanabhai Bhatt. Té una germana gran, Shaheen, nascuda el 1988. i dos germanastres, Pooja Bhatt i Rahul Bhatt. L'actor Emraan Hashmi i el director Mohit Suri són els seus cosins materns, mentre que el productor Mukesh Bhatt és el seu oncle. Alia Bhatt es va formar a les Té Jamnabai Narsee de Bombai. Obté la nacionalitat britànica.
El 1999 va aconseguir el seu primer paper a Sangharsh, un remake de El silenci dels anyells, al costat d'Akshay Kumar i Preity Zinta, on va interpretar l'heroïna més jove de la pel·lícula.

## Filmografia

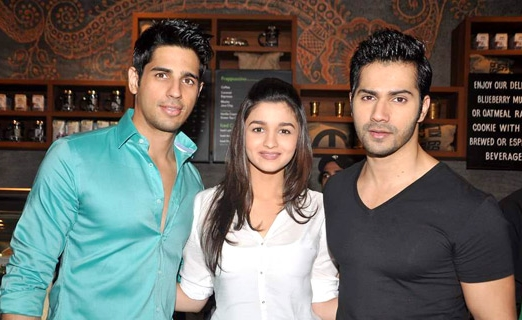
Alia Bhatt amb Sidharth Malhotra (esquerra) i Varun Dhawan (dreta) durant la promoció Estudiant de l'Any 2012

- 1999: Sangharsh de Tanuja Chandra: Reet Oberoi, de jove
- 2012: Student of the Year de Karan Johar: Shanaya Singhania
- 2014: Carretera d' Imtiaz Ali: Veera Tripathi
- 2014: 2 States d'Abhishek Varman: Ananya Swaminathan
- 2014: Humpty Sharma Ki Fulhania de Shashank Khaitan: Kavya Pratap Singh
- 2014: Going Home de Vikas Bahl: ella mateixa
- 2014: Ugly d'Anurag Kashyap: Shalini, de jove
- 2015: Shaandaar de Vikas Bahl: Alia Arora
- 2016: Kapoor and Sons de Shakun Batra: Tia Singh
- 2016: Udta Punjab d'Abhishek Chaube: Bihari Nanda / Mary Jane
- 2016: Ae Dil Hai Mushkil de Karan Johar: DJ
- 2016: Dear Zindagi de Gauri Shinde: Kaira
- 2017: Badrinath Ki Dulhania de Shashank Khaitan: Vaidehi Trivedi
- 2018: Raazi per Meghna Gulzar: Sehmat Khan
- 2018: Zero d'Aanand L. Rai: ella mateixa
- 2019: Gully Boy de Zoya Akhtar: Zoya Ali
- 2019: Kalank d'Abhishek Varman: Roop Chaudhry

Projectes

- 2020: Brahmastra d'Ayan Mukerji: Isha
- 2020: Sadak 2 de Mahesh Bhatt: Isha
- 2020: RRR de S. S. Rajamouli: Sita